# اچ‌ام‌اس ادینبرو (۱۸۱۱)
اچ‌ام‌اس ادینبورگ (۱۸۱۱) (به انگلیسی: HMS Edinburgh (1811)) یک کشتی بود که طول آن ۱۷۶ فوت (۵۴ متر) بود. این کشتی در سال ۱۸۱۱ ساخته شد.